# Drvenija most
Drvenija most u Sarajevu je izgrađen u vrijeme Austro-Ugarske vladavine 1898. godine. Ovaj most bio je u početku dijelom u drvetu, dijelom u betonu kojim je kasnije 1980. godine drvo u potpunosti zamijenjeno zbog čestih oštećenja poput plavljenja rijeke Miljacke.
Predstavljao je središnju točku susreta mladih zaljubljenih gimnazijalaca i ostalih mladih ljudi. To je bilo uslovljeno samom njegovom blizinom Prvoj gimnaziji, Srednjoj školi primijenjenih umjetnosti, Akademiji scenskih umjetnosti, Privrednoj srednjoj školi, Pedagoškoj akademiji i u novije vrijeme Fakultetu političkih nauka. 
Most je danas središnja točka lokalnih prodavača knjiga i odjeće te lokalnih džeparoša. 
Blizu mosta nalazi se jedna od najprometnijih trolejbuskih i autobusnih stanica kao i tramvajska stanica koja je tik do izlaza s mosta na zapadnoj strani. No, u Osmanskom carstvu i mnogi drugi mostovi su nosili naziv Drvenija, poput:
- Drvenija most na Bentbaši,
- Hadži-Bešlijina drvenija, između Šeherćehajine i Careve ćuprije.

## Vanjske poveznice
- Stranica na Mostovi Sarajeva pristupljeno 3.4.2014
- Stranica na Studentski parlament Sarajeva  Arhivirana inačica izvorne stranice od 7. travnja 2014. (Wayback Machine) pristupljeno 3.4.2014
- Stranica informativnog medija  Arhivirana inačica izvorne stranice od 17. svibnja 2013. (Wayback Machine) pristupljeno 3.4.2014